# Nozomi Hiroyama
Nozomi Hiroyama (廣山 望) est un footballeur japonais, né le 6 mai 1977 à Sodegaura, dans la préfecture de Chiba.

## Biographie
En tant que milieu, Nozomi Hiroyama est international japonais à deux reprises (2001) pour aucun but. 
Il est connu comme étant un globe-trotter : il commence sa carrière au Japon, au JEF United Ichihara Chiba, puis il joue au Paraguay, à Cerro Porteño, avec qui il remporte le championnat du Paraguay 2001 (Apertura et Clausura). Il joue en D2 brésilienne, en 2002, à Sport Club do Recife. De 2002 à 2003, il joue au Portugal au Sporting Braga. Transféré en France, au Montpellier HSC, il ne joue que sept matchs en D1. Il est le premier japonais à jouer la Copa Libertadores et en Ligue 1.
De 2004 à 2010, il joue au Japon : au Tokyo Verdy, avec lequel il remporte la Coupe du Japon en 2004 et termine 2e de J-League 2 en 2007, au Cerezo Ōsaka puis en J-League 2 à Thespa Kusatsu.
Après une saison au club américain de Richmond Kickers, il annonce sa retraite sportive fin août 2012.

## Palmarès
- Championnat du Paraguay de football
  - Champion en 2001
- Championnat du Japon de football D2
  - Vice-champion en 2007
- Coupe du Japon de football
  - Vainqueur en 2004